# هلموت کویتنر
هلموت کویتنر (آلمانی: Helmut Käutner؛ ۲۵ مارس ۱۹۰۸ – ۲۰ آوریل ۱۹۸۰) کارگردان فیلم و بازیگر اهل آلمان بود. وی در خارج از آلمان نسبتاً ناشناخته است، هرچند که او یکی از بهترین فیلم‌سازان در تاریخ سینمای آلمان به شمار می‌رود.
از فیلم‌ها یا برنامه‌های تلویزیونی که وی در آن نقش داشته‌است، می‌توان به گناه نخستین و درک اشاره کرد.
یکی از فیلم‌های او در سال ۱۹۵۷ در بیست و نهمین دوره جوایز اسکار نامرد دریافت جایزه اسکار بهترین فیلم خارجی‌زبان بود.